# Арслан, Дженгиз
Дженгиз Арслан (род. 1 июня 1996) — турецкий борец греко-римского стиля, призёр чемпионата Европы. Чемпион мира среди молодёжи 2018 года.

## Биография
Родился в 1996 году. Борьбой активно начал заниматься с 2008 года.  В 2013 году стал чемпионом Европы мира среди юниоров. В 2018 году завоевал серебряную медаль первенства Европы среди молодёжи.
В 2018 году стал чемпионом мира среди борцов не старше 23-х лет.
На чемпионате Европы в Бухаресте в 2019 году завоевал серебряную медаль взрослого чемпионата в весовой категории до 72 кг. В финале уступил борцу из России Абуязиду Манципову.